# Gloria in excelsis Deo (Händel)
Gloria in excelsis Deo (HWV deest, deest betekent "vermist" in het Latijn) is een recent herontdekt muziekstuk van Georg Friedrich Händel. Het stuk is geschreven voor sopraan, viool en basso continuo. Het bestaat uit 27 delen en duurt rond de 16 minuten.
Het muziekstuk werd in 2001 ontdekt in de bibliotheek van de Royal Academy of Music in Londen. Het manuscript werd gevonden in een verzameling van aria's van Händel van de zanger William Savage (1720-1789). Diens leerling RJS Stevens liet bij zijn dood in 1837 het werk na aan de Royal Academy of Music.   
Gloria in excelsis Deo (de tekst verwijst naar de grote doxologie) werd geïdentificeerd door de Duitse professor Hans Joachim Marx van de Universiteit van Hamburg. Latere deskundigen hebben de conclusie van professor Marx bevestigd. Mogelijk heeft Händel het werk geschreven in zijn vroege jaren in Duitsland, voor zijn vertrek naar Italië. Later heeft Händel delen van de Gloria in excelsis Deo hergebruikt bij de Laudate pueri dominum en de Utrecht Jubilate.
Op 15 maart 2001 werd voor het eerst een deel van het Gloria in exelcis Deo uitgevoerd in een besloten gezelschap. De eerste volledige en openbare uitvoering vond plaats op 18 mei 2001.